# Октябрьский мост (Липецк)
Октя́брьский мост (иногда Тракторный мост) — переправа через реку Воронеж в городе Липецке. Соединяет юго-западные микрорайоны и Тракторный (Октябрьский район).
Строительство моста началось в январе 1969 года (подрядчик — мостопоезд № 812 треста «Мостострой-1»). При строительстве моста было решено несколько сложных инженерных задач: перепады высот на разных берегах реки составили 51 метр, а русло реки было искусственно отодвинуто от высокого правого берега на 300 метров.
В начале июня 1971 года по мосту открывается автомобильное движение. После завершения монтажа троллейбусной линии 28 марта 1972 года мост был сдан в эксплуатацию. Тогда он назывался мостовым переходом № 2 (в отличие от перехода № 1 — нынешнего Петровского моста). В декабре 1987 года его назвали Октябрьским.
1 февраля 1980 года на мосту начинается укладка трамвайной линии, закончившаяся в 1987 году.
Октябрьский мост имеет железобетонные конструкции. По нему проходит безымянная магистраль, которая тянется от проспекта Победы до улицы Металлургов. В Тракторном она продолжается Краснозаводской улицей, а на юго-западе — улицей Катукова.
21 февраля 2021 года мост был перекрыт из-за трещины в плитах перекрытия.

## Транспорт
По мосту ходит трамвай (маршруты № 1 и 5), автобус (маршрут № 7; 8о; 20; 50; 320; 323 378; 379.)